# Fuentes del Sol
Fuentes del Sol är en ort i Mexiko.   Den ligger i kommunen Tijuana och delstaten Baja California, i den nordvästra delen av landet, 2 300 km nordväst om huvudstaden Mexico City. Fuentes del Sol ligger 226 meter över havet och antalet invånare är 538.
Terrängen runt Fuentes del Sol är kuperad åt nordost, men åt sydväst är den platt. Runt Fuentes del Sol är det tätbefolkat, med 913 invånare per kvadratkilometer. Närmaste större samhälle är Tijuana, 8,7 km norr om Fuentes del Sol. Omgivningarna runt Fuentes del Sol är i huvudsak ett öppet busklandskap.